# Голуб сизий
Го́луб си́зий (Columba livia) — широко розповсюджений птах родини голубових, батьківщиною якого вважається Європа, Південно-Західна Азія і Північна Африка. Ще за сивої давнини, близько 5000 років тому, ці птахи були одомашнені людиною, унаслідок чого було виведено так званих домашніх голубів (Columba livia var. domestica). За часів великих відкриттів людина перевозила з собою все своє майно, зокрема і голубів. Згодом здичавілі голуби широко розповсюдилися по всьому світі і стали синантропами, звичними мешканцями великих міст і сільськогосподарських угідь.
У дикій природі сизий голуб зазвичай замешкує прибережні скелі, гірські ущелини або крутобережжя річок, часто поблизу чагарників або сільськогосподарських угідь. Їх напівдомашні нащадки легко адаптувалися до життя біля людських осель, оскільки кам'яні споруди нагадують їхні природні житла, а харчові відходи правлять за надійну кормову базу у будь-яку пору року. Незважаючи на раннє одомашнення і різні умови проживання, дикі сизі голуби і їхні міські родичі вільно схрещуються один з одним, що, на думку орнітологів, може призвести до деградації і поступового вимирання перших. У природі середня тривалість життя птаха становить зазвичай не більше трьох-п'яти років, при розведенні в домашніх умовах вони часто доживають до 15-річного віку, а окремі особини і до 35-ти років.

## Опис

### Зовнішній вигляд

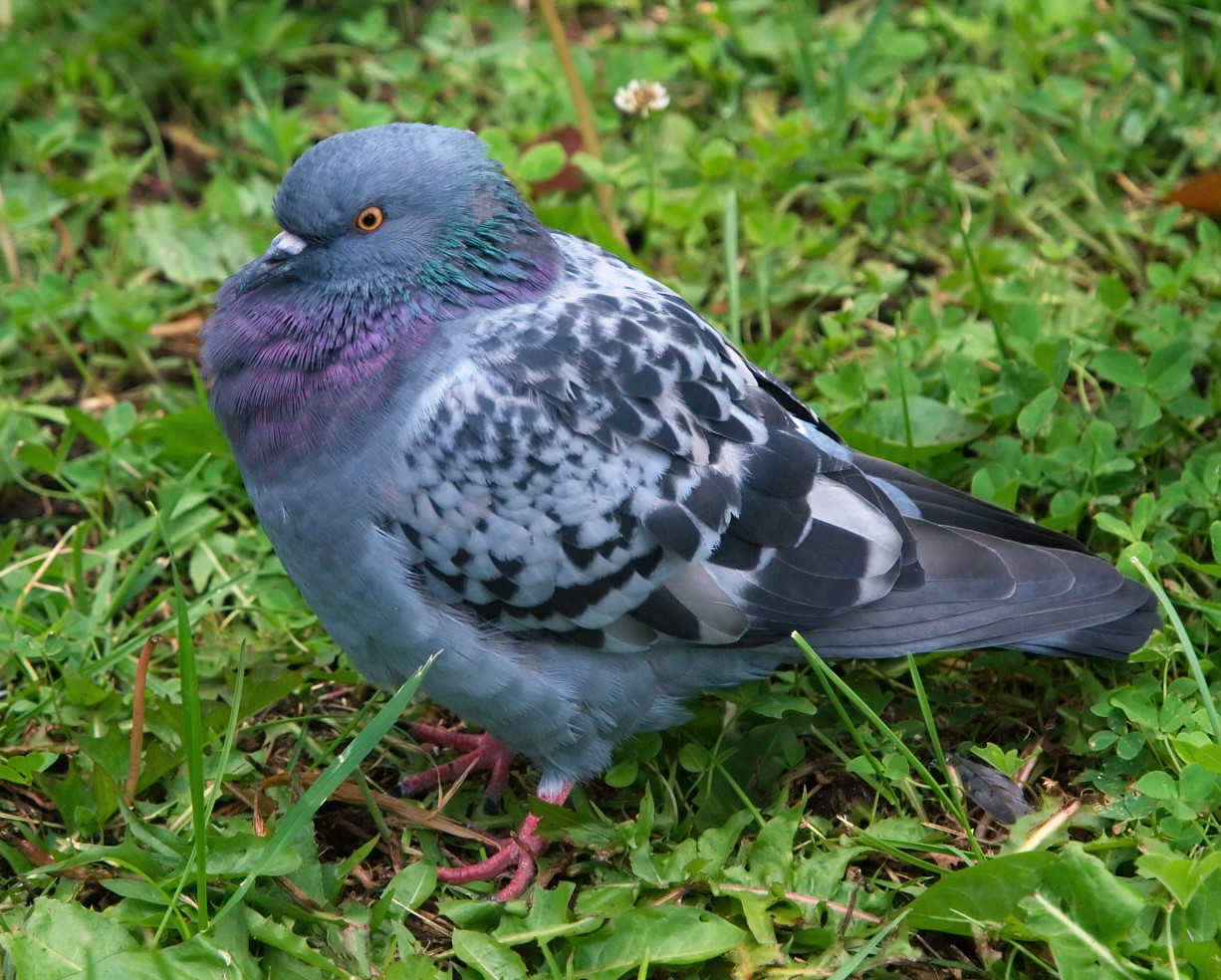
Типове забарвлення сизого голуба

Це відносно великий голуб — довжина тіла становить 29—36 см, розмах крил 50—67 см, вага 265—380 г. Оперення щільне, але при цьому пір'я слабо закріплено в шкірі. Забарвлення мінливе, особливо у міських напівдиких птахів — всього налічують 28 різновидів забарвлення, так званих морф. Як правило, голова, шия і груди попелясто-сизі із зеленуватим, жовтуватим або пурпурним металевим відливом на шиї і грудях. Такий же відлив може бути виражений на криючих крилах. Райдужка червона, оранжева або золотисто-жовта, при цьому її внутрішнє кільце блідіше. Навколо очей є ділянки неопереної, голубувато-сірої шкіри. Дзьоб шиферно-чорний, з яскраво вираженим білуватим кольором восковиці в основі.
У голубів, що живуть в умовах дикої природи, тулуб світло-сірий, з білуватим надхвістям і двома виразними темними смугами на зовнішній стороні крил. Останні дві характеристики відрізняють скелястого голуба від споріднених йому голубів-синяків і припутнів. Оперення міських і сільських птахів, що є здичавілими нащадками різних порід домашніх голубів, може мати різні відтінки майже білого і охристого до фіолетово-чорного, але зазвичай темніше і без якого-небудь певного малюнка. Крила широкі, загострені. Хвіст закруглений, зазвичай з темним закінченням і білою облямівкою по краях. Ноги мають відтінки від рожевого до сірувато-чорного, у деяких птахів частково вкриті пір'ям. Рух пальців знаходиться під свідомим контролем птаха, хоча і обмежений напрямками, у яких не виникає значної напруги протягом польоту.
Дорослі самки майже не відрізняються від самців, проте мають менш насичений металевий відлив, який до того ж відсутній на грудях. Молоді птахи перші 6—8 місяців життя виглядають тьмянішими, без глянцю, а їхня райдужка коричнева або сірувато-коричнева.

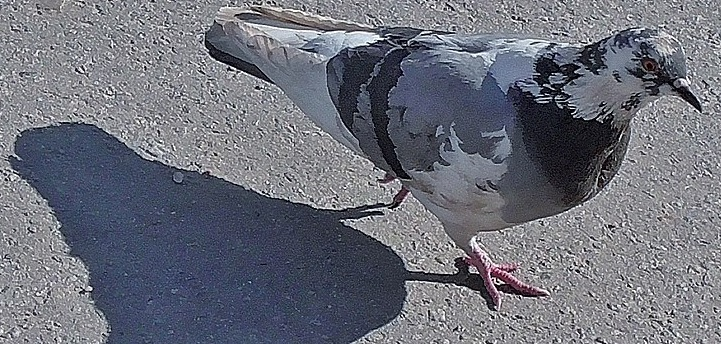
Одна з морф сизого голуба

Залежно від розміру, інтенсивності забарвлення, кольору і ширини смуги на попереку розрізняють понад десять підвидів сизого голуба.

### Голос
Зазвичай голосові сигнали розвиваються через 30-40 днів після вилуплення, але за умови додавання андрогенних гормонів до дієти розвиваються швидше, повністю дорослі сигнали розвиваються у віці від 5,5 до 12 місяців.
Головним типом сигналів є характерне в цілому для родини воркування: розкотисте, глухе бурчання, подібне для обох статей, проте особливо яскраво виражене і голосніше у самців у шлюбний період, коли вони підкликають самок або мітять територію. Типовий голосовий сигнал нагадує звуки «ку-ру-к'ту-ку», разом зі скрипом та подібними звуками, такими як «боу-ку». Дещо інша тональність голосу, який є спокійнішим і нагадує скоріше муркотання кішки, «о-у-ур» звучить під час насиджування яєць. У разі переляку голуби видають короткий крик «о-ррр». Сигнали подібні протягом всього року, хоча голосніші навесні та влітку, і дещо залежать від території.
Пташенята голубів, що щойно вилупилися, здатні видавати лише слабкі шиплячі звуки або просто клацають дзьобом. Крім голосового зв'язку, птахи використовують і інші способи спілкування, наприклад, гучне ляскання крилами під час залицяння або як сигнал небезпеки.

### Органи чуття

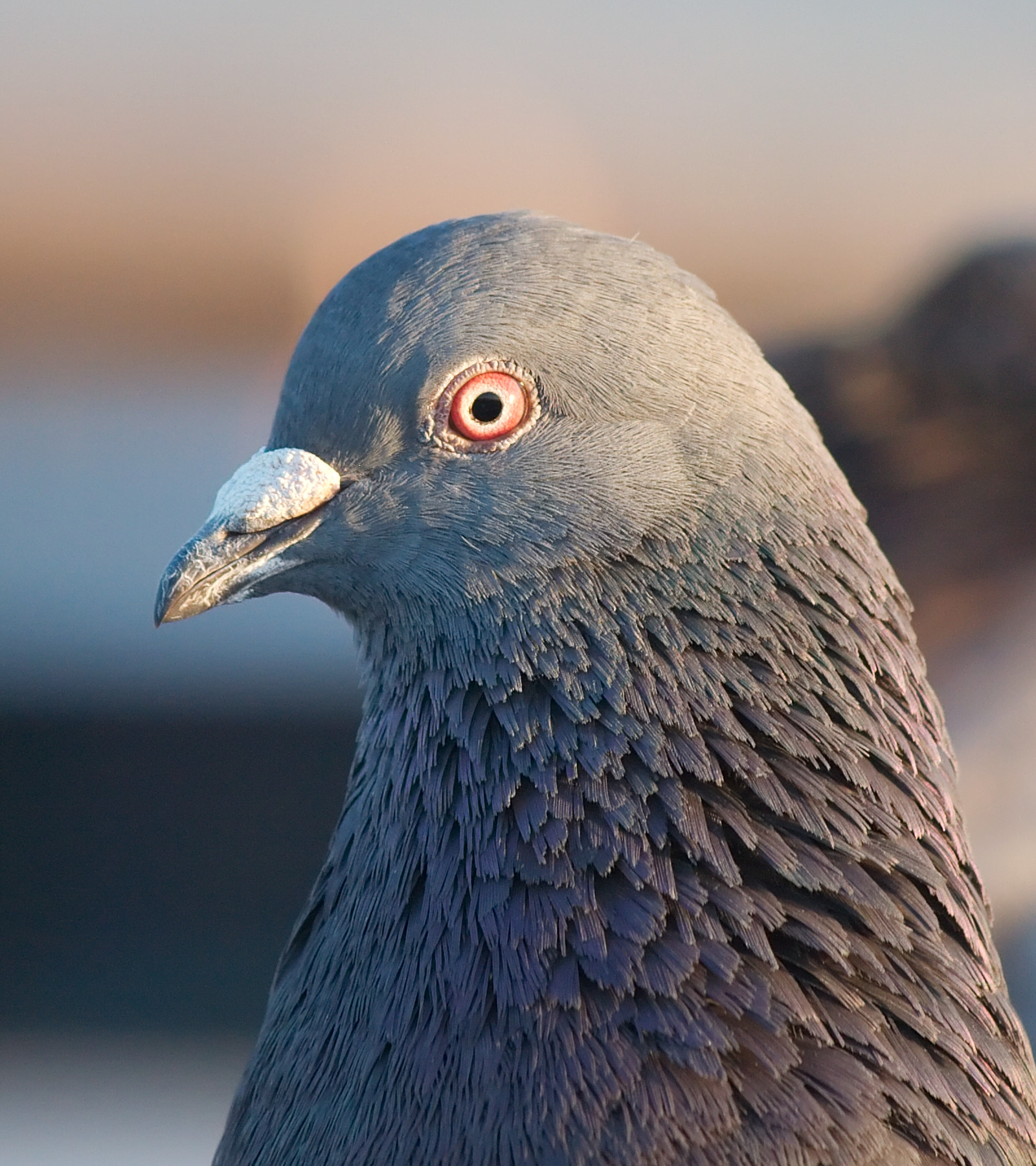
Голова великим планом

Володіючи прекрасним зором, цей птах здатний розрізняти не тільки всі барви веселки (подібно до людини і приматів), але також і ультрафіолетові промені. Завдяки цьому, голуби можуть використовуватися в пошуково-рятувальних операціях — наприклад, на рубежі 1980-х років берегова охорона США провела успішні дослідження з пошуку людей у рятувальних жилетах у відкритому морі. На початку експерименту птахів навчали подавати сигнал, якщо вони бачили що-небудь жовтогаряче, а потім поміщали їх на нижній палубі вертольота і кружляли над районом передбачуваного лиха. Експеримент показав, що в 93 % випадків голуби виявляли об'єкт пошуку, тоді як у людей-рятувальників цей показник становив тільки 38 %.
Слух дозволяє голубу уловлювати звуки набагато нижчої частоти ніж ті, які в змозі почути людина — наприклад, шум вітру або віддалені звуки грози; можливо, з цієї причини птахи іноді залишають територію без якої-небудь видимої причини. Добре відома здатність сизих голубів завжди знаходити шлях додому, де б вони не знаходилися, зі стародавніх часів використовувалася людиною для поштового зв'язку. Ці птахи не загублюються навіть на величезних відстанях від дому і, повертаючись, здатні долати до 1000 км в день. Ця здатність пов'язана з використанням багатьох методів орієнтації, подібно до орієнтації перелітних птахів. Одним з методів, за даними досліджень, зокрема, групи Чарльза Валкотта (Charles Walcott, Корнелльський університет, США), є здатність уловлювати магнітні поля і орієнтуватися за сонцем. Іншим, за даними дослідників з Оксфорду, є орієнтація за топографічними орієнтирами. У проведеному ними експерименті, на спині птахів були закріплені датчики GPS, що дозволяли прослідкувати маршрути руху. За результатами дослідження, голуби віддавали перевагу земним орієнтирам, таким як автомобільні дороги і залізничні колії, і лише в незнайомій місцевості покладалися на сонце. Ще одне дослідження виявило можливість сизих голубів орієнтуватися за деяких обставин за допомогою нюху.
Нарешті, голуби часто розглядаються як достатньо розвинені в інтелектуальному плані птахи. Наприклад, японські фахівці з Університету Кейо з'ясували, що ці птахи запам'ятовують свої дії на 5—7 секунд і за ними здатні розпізнавати себе на відеозаписі.

### Рух

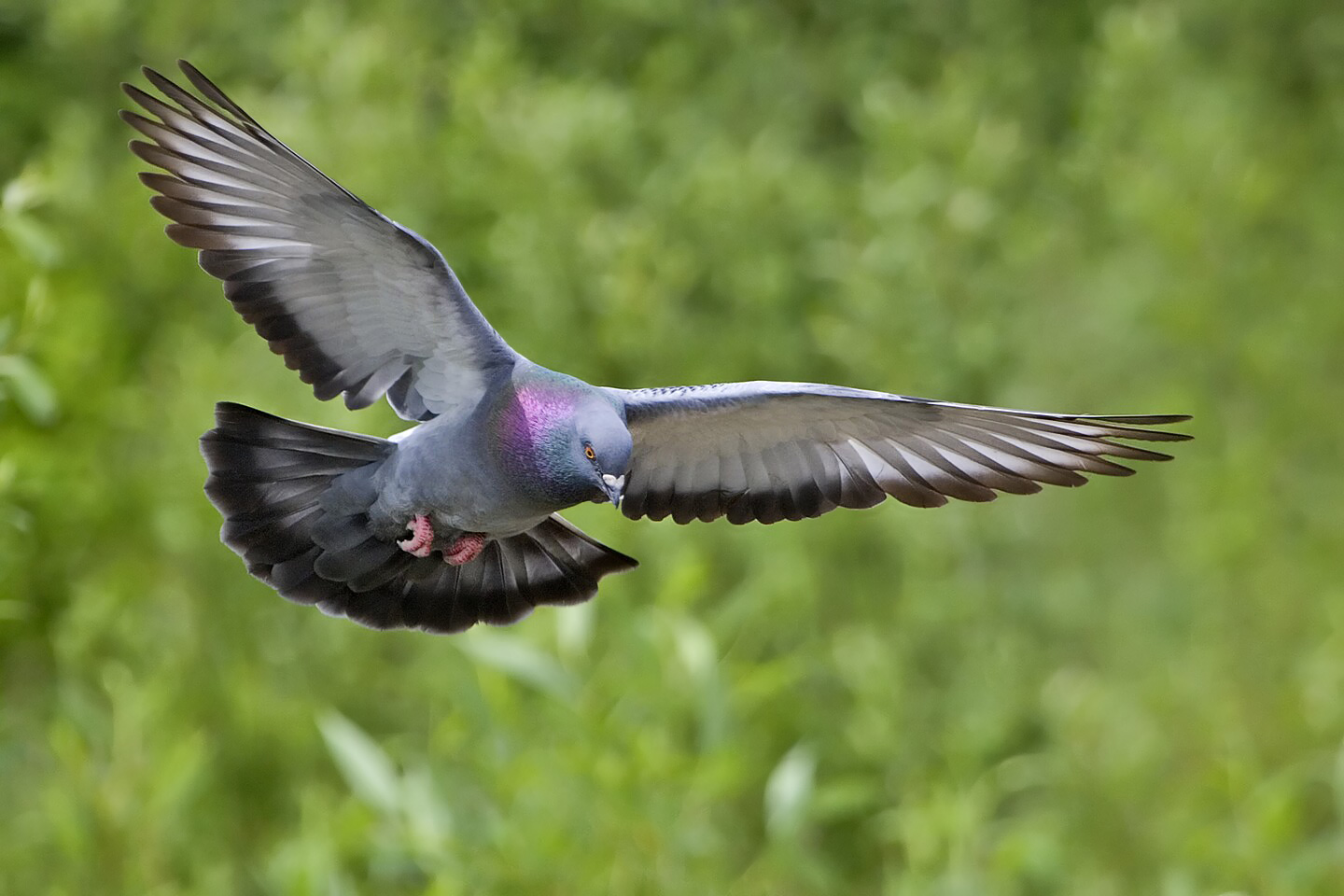
Голуб у польоті

Сизий голуб, унаслідок свого переважно скельного способу життя, не вміє усаджуватися на гілки дерев, хоча його синантропні нащадки пристосувалися робити і це. Землею вони пересуваються пішки, постійно похитуючи головою назад і вперед. Іноді рухаються швидко і роблять достатньо широкі кроки, що дозволяє деяким людям міркувати про «жадібність» цих птахів.
Сизий голуб чудово літає, його політ прямий та чіткий, часто з великими швидкостями, на висоті до 70 м над землею, поодинці або зграями. Домашні голуби можуть пролітати 480 км за 7 годин (тобто 69 км/год), підтримуючи частоту змахів крил 5,5 змахів на секунду. Рекордні виміряні значення швидкості польоту досягають 185 км/год. Особливо стрімким польотом володіють дикі птахи, що мешкають у горах, — серед сніжних скель нерідко можна спостерігати зграйки птахів, що зі свистом пікірують уздовж схилу в майже вертикальній площині. Під час повільного польоту піднімальна сила може утворюватися як під час підйому, так і під час опускання крил, що дозволяє птаху ширяти у разі потреби. М'язи крил становлять приблизно 31 % маси тіла, що пояснює чудові здатності до польоту сизого голуба. У регіонах з посушливим кліматом птахи здатні опускатися до води в глибокі колодязі. Міські голуби, які більш захищені від хижаків і мешкають поблизу від кормової території, як правило, менш майстерні в повітрі.
Зазвичай голуби не плавають, проте вміють це робити у випадку приводнення для водопою.

### Доглядання за собою
За пір'ям птах доглядає щоденно, проте куприкова залоза не використовується або повністю відсутня у деяких підвидів. Пір'я зазвичай вкрите пилом та намокає під дощем. Досить звичне і купання у дощі під краплями води, при цьому поза голуба подібна до пози при прийнятті сонячних ванн, із розпушеним пір'ям, розкладеним хвостом, піднятими крилами та активним їх рухом. Також при цьому характерна сидяча поза, часткове перевертання з одного боку на інший, обертання голови угору та стан, що нагадує транс. Також часто відбувається розтягування крил та ніг.
Дорослі птахи сплять сидячі на одній нозі підгинаючи другу до пір'я. Голова та шия втягнуті близько до тулуба, дзьоб покоїться на пір'ї грудей. Поза шлюбним сезоном птахи часто сплять як групами, так і поодинці або парами, особливо на гнізді.

## Розповсюдження

### Ареал

Сизі голуби у напівприродному середовищі — на берегових скелях

Природний ареал сизого голуба займає центральні і південні райони Євразії від Атлантичного океану до долини Єнісея, гірського Алтаю, Тянь-Шаня, східної Індії і М'янми, а також Африку північніше Сенегалу, Дарфуру і узбережжя Аденської затоки. У Європі піднімається на північ до 54° пн. ш., в Азії — до 55° пн. ш. За межами материка поширений на островах Середземного моря, Британських, Фарерських і Канарських островах, Лакшадвіпі і Шрі-Ланці. На сході Європи спочатку зустрічався лише на узбережжі Азовського моря, правому березі Дону, Північному Кавказі та Поволжі. Напівдомашні популяції розповсюдилися майже по всьому світу, піднімаючись у набагато холодніші широти і концентруючись поблизу житла людини. На інші материки птахи були свідомо інтродуковані людиною — наприклад, відомо, що до Америки сизі голуби потрапили завдяки французам: колоністи завезли їх в Нову Шотландію в 1606 році.

### Місця проживання
Біотопи, в яких мешкає птах, зазвичай пов'язані зі скелями, найчастіше на морському узбережжі, але також і в горах (у Гімалаях досягаючи альпійського поясу — 4000 м і вище). Перевагу віддає відкритим просторам, зокрема степовим і пустельним регіонам (в останніх селиться в оазах). Синантропні популяції селяться на нішах і в поглибленнях кам'яних і дерев'яних споруд, займаючи в першу чергу місця, що є малодоступними або рідко відвідуються людиною. Як правило, це осілий вид, хоча у високогірних районах птахи здійснюють незначні вертикальні кочівлі, в холодну пору року опускаючись у долини. Чисельність диких птахів відносно невелика і має тенденцію до зниження, хоча на думку фахівців, вона поки не досягла скільки-небудь загрозливих розмірів.

## Розмноження
Як й інші представники родини, сизі голуби моногамні — пари зазвичай зберігаються протягом всього життя. Розмноження протягом всього ареалу може проходити у будь-який час року, проте в помірному кліматі північної півкулі найчастіше припадає на березень-жовтень. Спаровуванню завжди передує шлюбна церемонія, під час якої самець крутиться біля самки, переслідує її, роздуває шию, пригинає до землі голову і розпускає крила. Він також може прийняти вертикальну стійку, витягнувшись на лапах і розпустивши віялом хвіст. Танець неодмінно супроводжується гучним воркуванням.

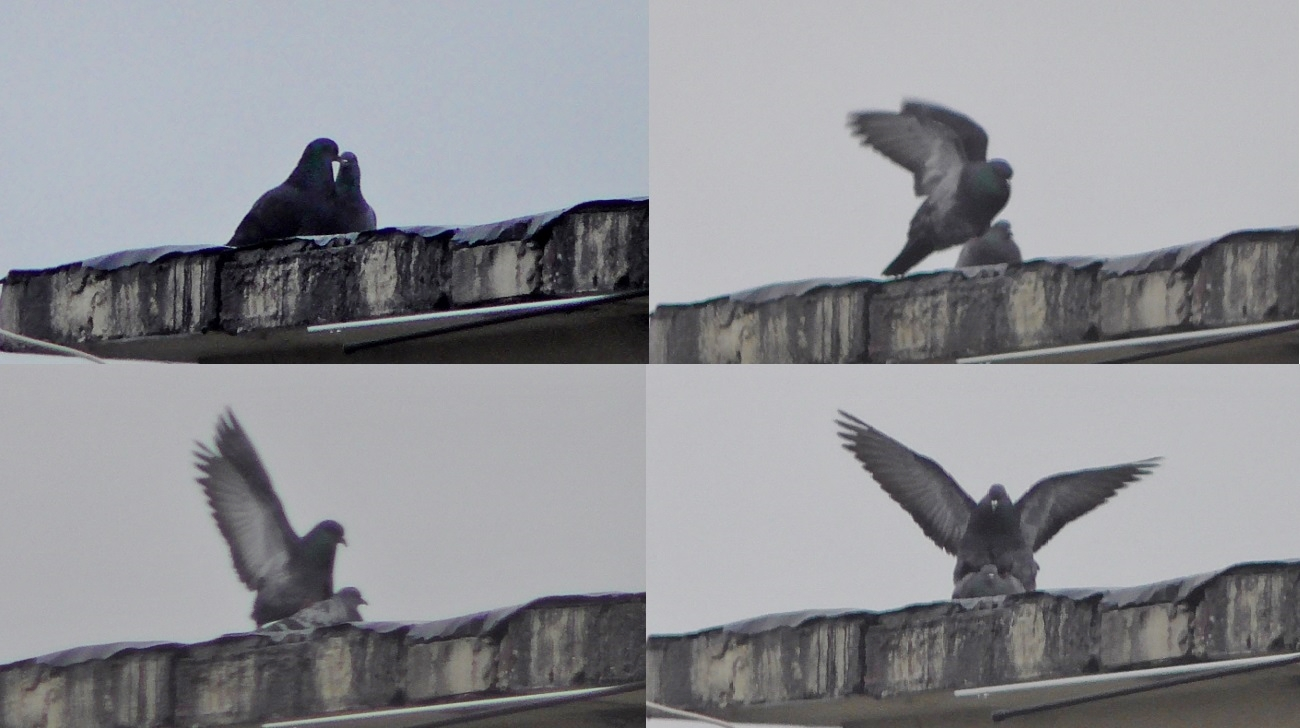
Цілування та спарювання

Після закінчення церемонії самець і самка залицяються один за одним — чистять пір'я і «цілуються», стикаючись дзьобами. Під час спаровування самець злітає на спину самки і балансує на ній помахами крил, а після нього здійснює ритуальний політ, шумно ляскаючи крилами за спиною.

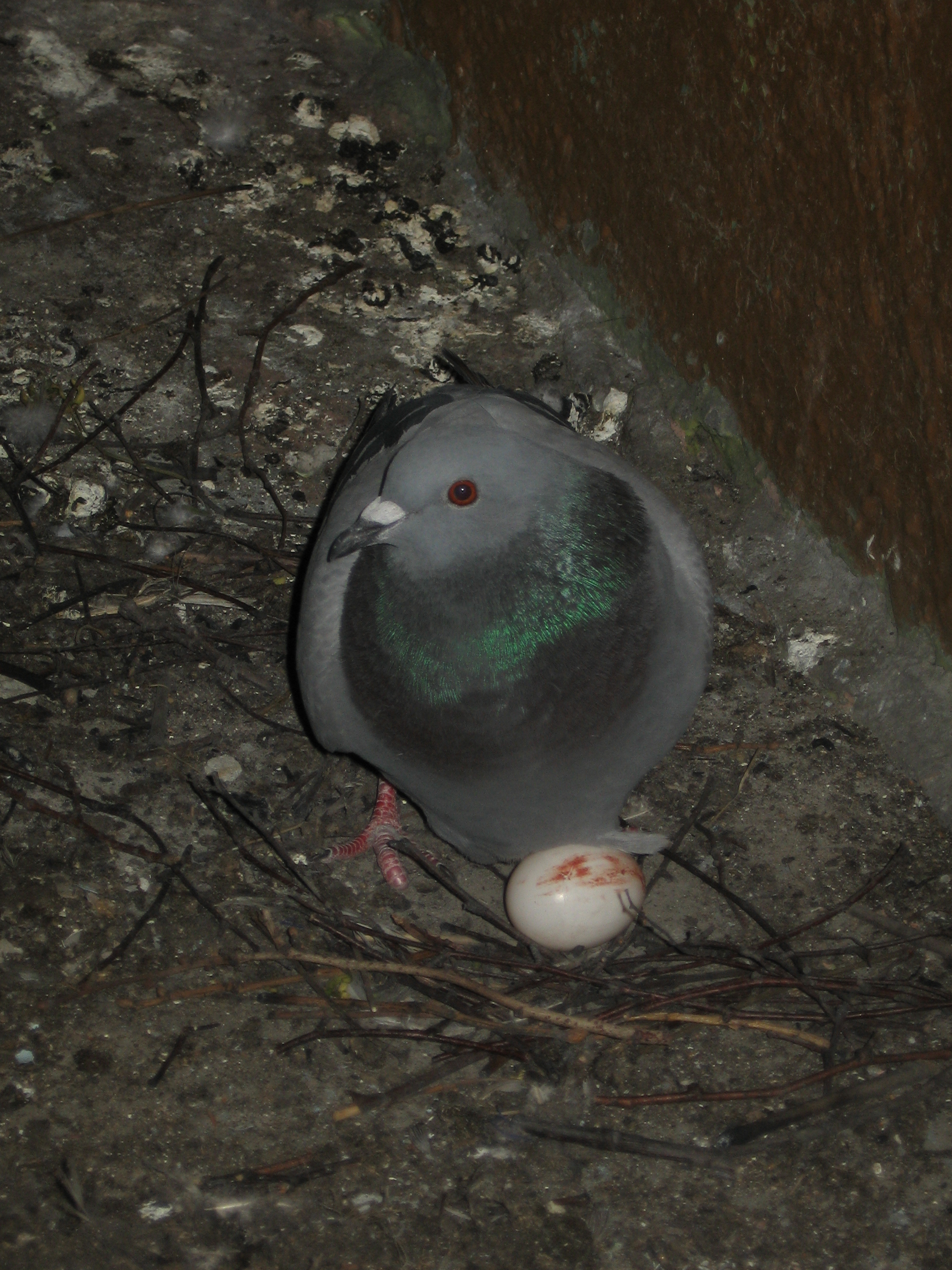
Самка-квочка

Природне житло сизих голубів — скелі, і в диких умовах вони влаштовують гніздо в важкодоступних для хижаків кам'янистих міжгір'ях або печерах. Синантропні популяції, що пристосувалися для життя в населених пунктах, вибирають для спорудження гнізда місця, що нагадують їм природні ландшафти, — карнизи і порожнечі під дахами, невідвідувані горища, балки під мостами та інші схожі споруди. Перевага віддається закритим просторам. Не зважаючи на те, що гніздяться ці птахи поряд з людьми, виявити їхнє гніздо часто буває нелегко.
 Саме гніздо достатньо примітивне і є невеликою купкою з тонких гілочок і травичок з невеликим поглибленням. Під час будівництва обов'язки батьків строго розподілені — самець займається постачанням матеріалу, тоді як самка вкладає його на місце. Часто одне і те ж гніздо використовується кілька разів підряд, з кожним разом збільшуючись у розмірах.
Протягом року буває до 7—8 кладок, кожна з яких зазвичай складається з двох (рідше одного) яєць, що відкладаються з інтервалом у дві доби. Яйця білі, з гладенькою злегка блискучою шкаралупою, розміром від 35 × 25 до 43 × 32 мм. Насиджують обидва батьки по черзі, проте велику частину часу проводить у гнізді самка. Самець, як правило, сидить у середині дня, чекаючи повернення самки з водопою. Якщо самка довго не повертається, батько нетерпляче воркує, підзиваючи її. Сліпі, з рідкісним жовтуватим пухом пташенята з'являються асинхронно через 16—19 діб. Перші дні обидва батьки годують пташенят відрижкою із вола і так званим «голубиним молочком» — поживною сумішшю, що виробляється у волі птахів (особливість, характерна для всіх видів голубів). Суміш має високий відсоток жиру і багата білками, проте має малу кількість вуглеводів. У міру зростання в їжу додається насіння рослин — спочатку як добавка до молока, а потім й у твердому вигляді. Іноді, ще в період годування пташенят, самка приступає до насиджування подальшої кладки, тоді як самець продовжує доглядати за потомством. Пташенята починають літати приблизно через 35—37 діб, і вже в цьому віці схожі на своїх батьків. Статева зрілість наступає через 5—7 місяців життя, причому самки приступають до розмноження дещо раніше самців.

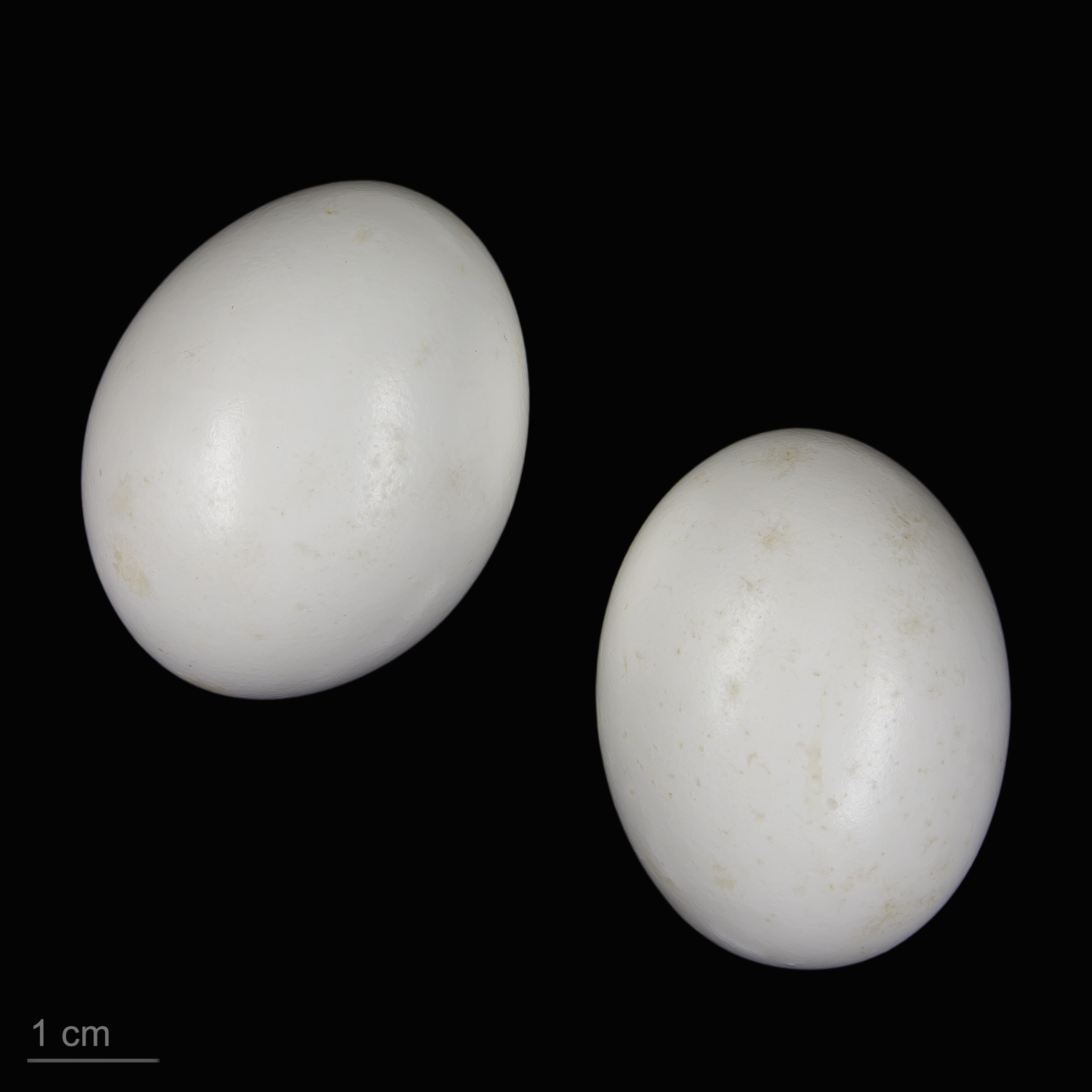
яйце Columba livia -  Тулузький музей
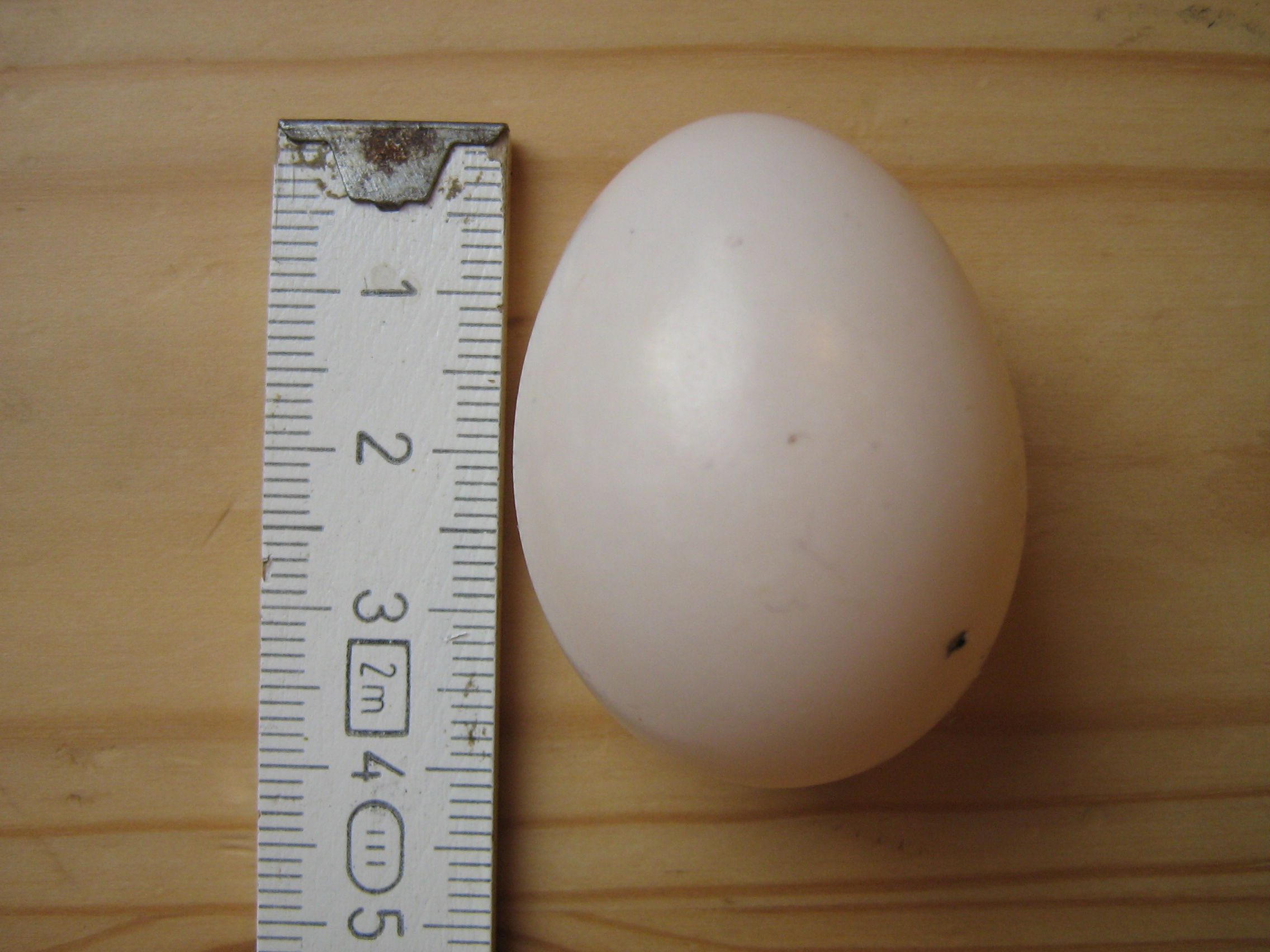
Яйце сизого голуба
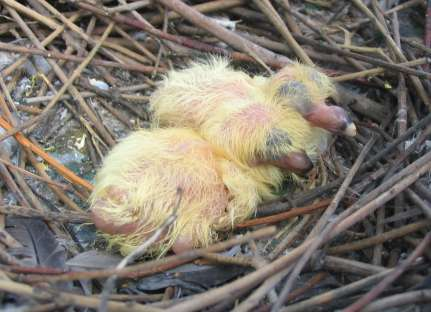
Пташенята, 1 доба
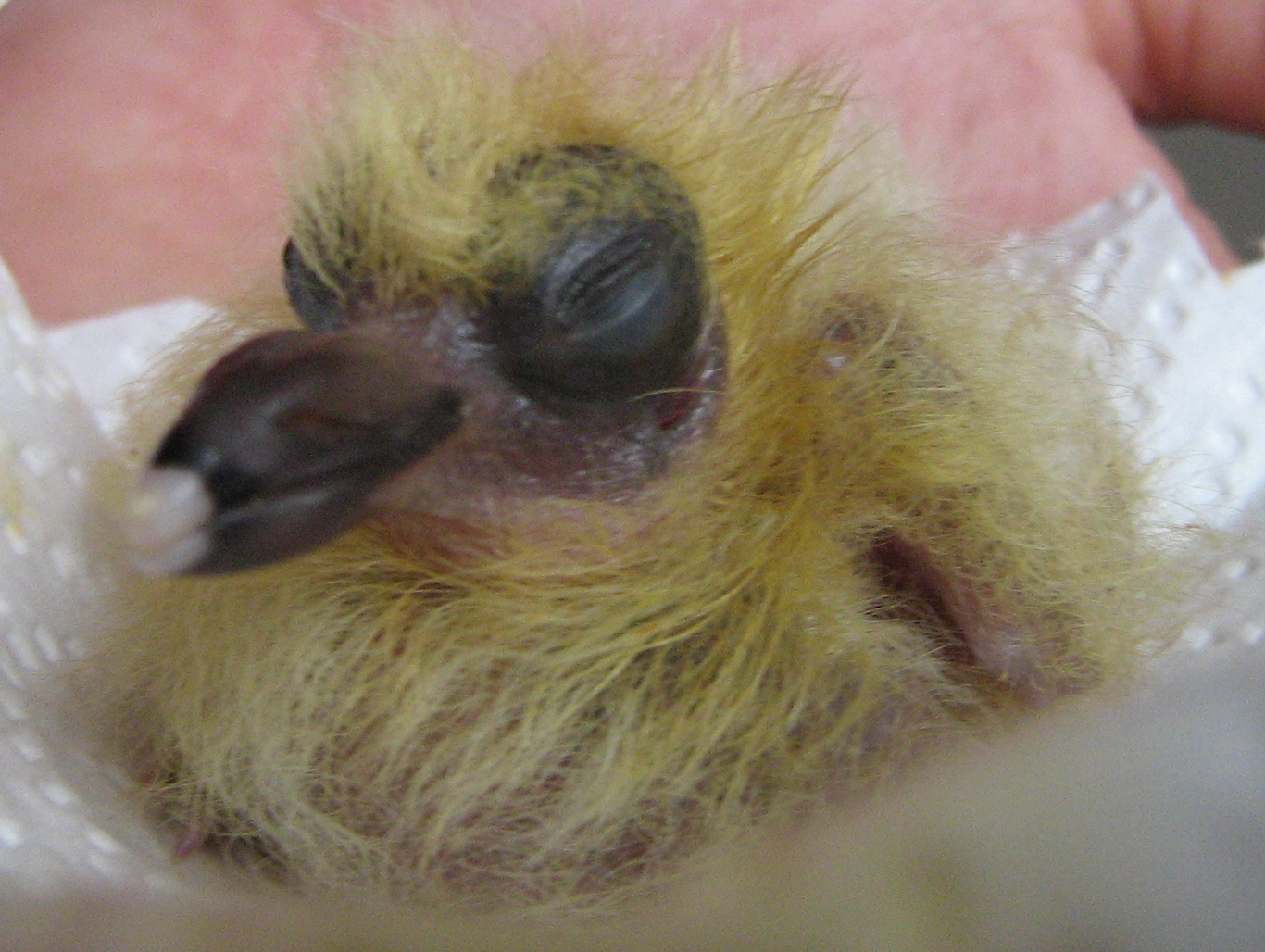
Пташеня, 5 діб
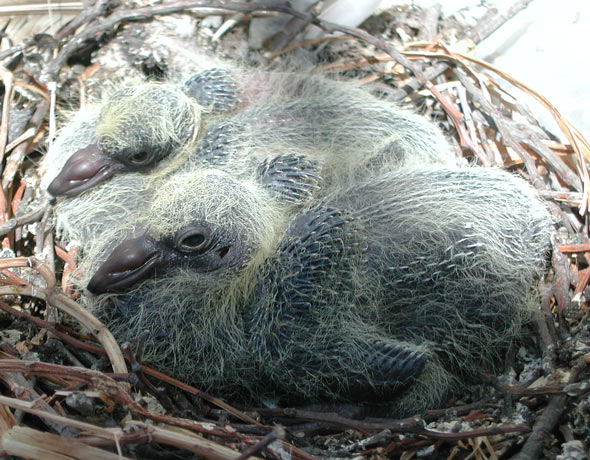
Пташенята, близько 10 діб
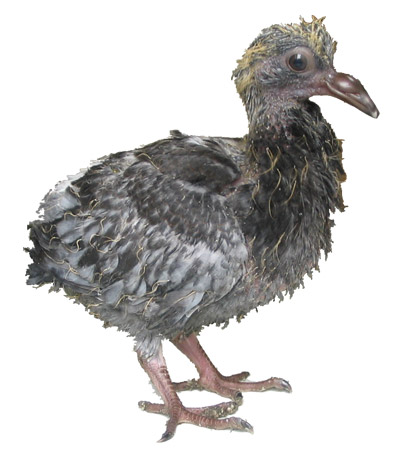
Пташеня, 22 доби

## Харчування
Сизий голуб харчується переважно рослинними кормами: насінням, ягодами, плодами фруктових дерев. У місцях мешкання людини легко пристосовується до вживання в їжу харчових відходів і зерна (пшениці, ячменю, кукурудзи та ін.). Зрідка вживає в їжу комах. У цілому, в порівнянні з іншими видами, він достатньо невибагливий у виборі джерела прожитку — орнітологи виявили у нього лише 37 типів смакових бруньок (рецепторів смаку), тоді як у людини їх близько 10 тис.. Конкретні переваги залежать від доступності корму на даній території — так, одне дослідження, проведене в сільській місцевості в США показало, що раціон птахів на 92 % складалося з кукурудзяних зерен, 3,2 % вівса, 3,7 % черешні, а також невеликої кількості насіння горця (Polygonum), в'язу, ячменю і сумаху.
Голуби п'ють воду в досить примітивний спосіб — вони втягують її в себе, як з соломинки, тоді як переважна більшість птахів захоплюють дзьобом декілька крапель і потім закидають голову, даючи рідини скотитися в горло.
Годуються ці птахи поодинці або групами, зазвичай уранці й у другій половині дня, іноді здійснюючи дальні перельоти у 10—50 км від нічлігу до місць годування. У дикій природі вони знаходять собі прожиток у чагарниках. Охоче відвідують людні місця, залізничні насипи, звалища, елеватори, тваринницькі ферми.

## Природні вороги

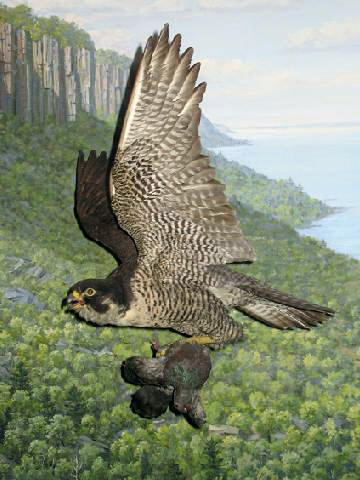
Сапсан — природний ворог голубів

Найбільшими природними ворогами сизого голуба є хижі птахи — сапсан, кречет, беркут, звичайний і американський боривітри, малий яструб, грак, вухата сова, Bubo virginianus і деякі інші. На землі голубів можуть підстерігати коти, опосуми, єноти і лисиці.

## Голуб і людина

### Одомашнення
Взаємовідношення людини і цього птаха має дуже стародавню історію — багато учених припускають, що сизий голуб є першим птахом, прирученим людиною. У наш час[коли?] добре відомо, що численні породи з найрізноманітнішими характеристиками мають єдиного предка — дикого або скелястого голуба. Проте до другої половини 19 століття усталеною була теорія про постійність і незмінність видів, згідно з якою кожна порода була унікальна. У 1868 році вийшла в світ робота Чарльза Дарвіна «Зміна тварин і рослин під впливом одомашнення», в якій домашні голуби зайняли одне з центральних місць. Вивчаючи різні породи птахів і провівши досліди з їхнього схрещування, учений прийшов до висновку, що їхнє різноманіття є результатом селекції, а загальним предком є дикий сизий або скелястий голуб.
Точне місце, коли почалася історія приручення цих птахів, невідоме; за різними оцінками це могло відбутися від 5 до 10 тис. років тому. Існують три основні теорії із цього приводу. Одна з них свідчить, що це могло відбутися на Близькому Сході в районі Родючого півмісяця близько 8 тис. років до нашої ери, коли почало розвиватися землеробство — люди навчилися вирощувати пшеницю і ячмінь. Привернуті негодящим зерном, птахи самі стали селитися біля людини, а люди стали вживати їх в їжу. Інше припущення полягає в тому, що в давнину храми будувалися на скелястому узбережжі, де мешкали голуби, і птахи використовували ці споруди для облаштування гнізд. Нарешті, третя гіпотеза свідчить, що люди збирали яйця птахів для подальшого вживання в їжу, а потім для полегшення завдання стали містити птахів у себе в печерах, де ті стали розмножуватися.
Найбільш ранні зображення сизого голуба, що дійшли до наших днів, у вигляді теракотових фігурок, мозаїки і карбування на монетах, почали з'являтися в Месопотамії (територія нинішнього Іраку) близько 4500 року до н. е. Пізнішим свідоцтвом знайомства людини з сизим голубом можна назвати вапнякову плиту з вирізаним зображенням декількох птахів, що сидять поряд, яку археологи знайшли на горбі Аль-Убайд на місці стародавнього храму (близько 3000 року до н. е.). Відомо, що мешканці цього регіону вживали голубів у їжу. У Стародавньому Єгипті зображення сизих голубів були вже на найстародавніших іерогліфах, що збереглися до наших днів, що відносяться до 3100 року до н. е. Єгипетський фараон Джосер (2600—2550 до н. е.), що побудував першу східчасту піраміду, використовував поштових голубів для передачі повідомлень про напад ворогів на кордони держави.

### Поштові голуби

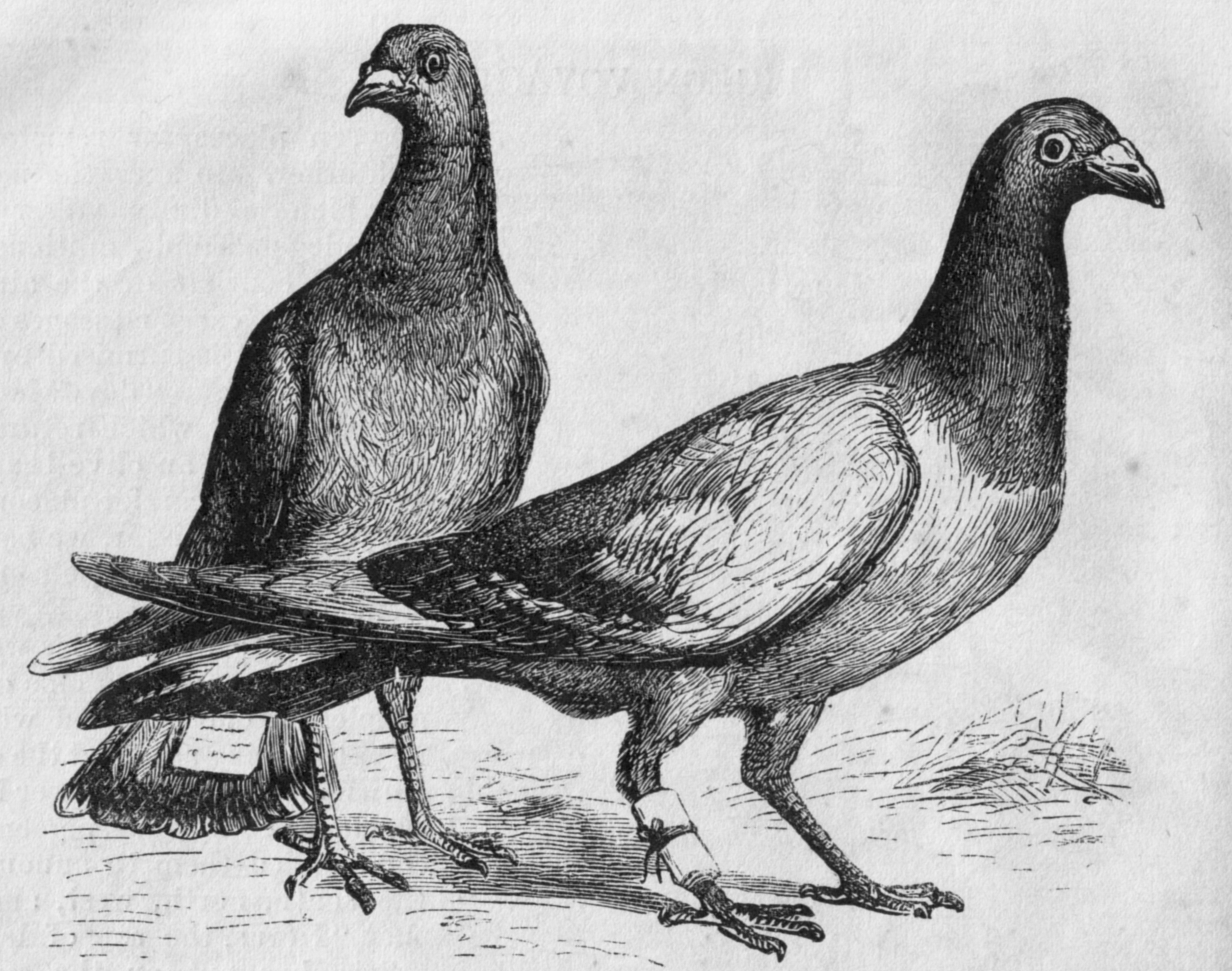
Поштові голуби з повідомленнями

На загальну думку фахівців, одомашнені голуби спочатку використовувалися людиною як джерело їжі, проте найбільшу популярність у світі придбали як переносники повідомлень. Вважається, що на здібність сизих голубів повертатися до місця свого гніздування звернули увагу стародавні мореплавці, оскільки випущені в морі птахи завжди прагнули повернутися назад до скелястих берегів, їхнього природного місця існування. Задовго до нашої ери поштових голубів використовували багато культур Середземномор'я. Найранішим відомим на сьогодні фактом такого використання вважається звільнення в 2900 році до н. е. птахів з кораблів, що наближалися до берегів Єгипту, з метою попередити владу про прибуття важливих гостей. У 2350 році до н. е. цар Аккаду (держави у Межиріччі на території сучасного Іраку) Саргон Стародавній наказав своїм посланникам тримати при собі домашніх голубів — у разі полонення ті зобов'язані були звільнити птахів. Починаючи з VIII століття до н. е., стародавні греки за допомогою голубів повідомляли імена переможців Олімпійських ігор. Поштових голубів активно використовували в Римі, Персії, Китаї та Індії, особливо під час війни. У 77 році н. е. вийшла у світ «Природна історія» (лат. Naturalis Historia) римського письменника Плінія Старшого — прообраз сучасної енциклопедії, в якій описані не тільки особливості поведінки голубів, але й надані рекомендації з їх використання для передачі повідомлень під час військових дій.
Халіф Аль-Азіз, що правив у Північній Африці в 975–996 роках, замовив своєму візиру вподобану йому черешню, вирощену в ліванському місті Баальбеці. Чиновник відправив до Лівану 600 голубів, де до їхніх ніг були прикріплені ці фрукти, упаковані в шовкові мішечки. Птахи благополучно повернулися до Каїру — цей випадок став першим достовірно відомою «поштовою посилкою», відправленою повітрям. Початком комерційної поштової служби із використанням голубів вважається 1146 рік, коли сирійський правитель емір Нур Ад-Дін почав будувати спеціальні голубники в багатьох містах Сирії і Єгипту, і зобов'язав дозорних відправляти і приймати повідомлення на постійній основі. Пізніше голубина пошта стала вельми популярною у світі, і до винаходу телеграфу в середині 19 століття залишалася найбільш швидким способом передачі повідомлень.

### Голуби в культурі

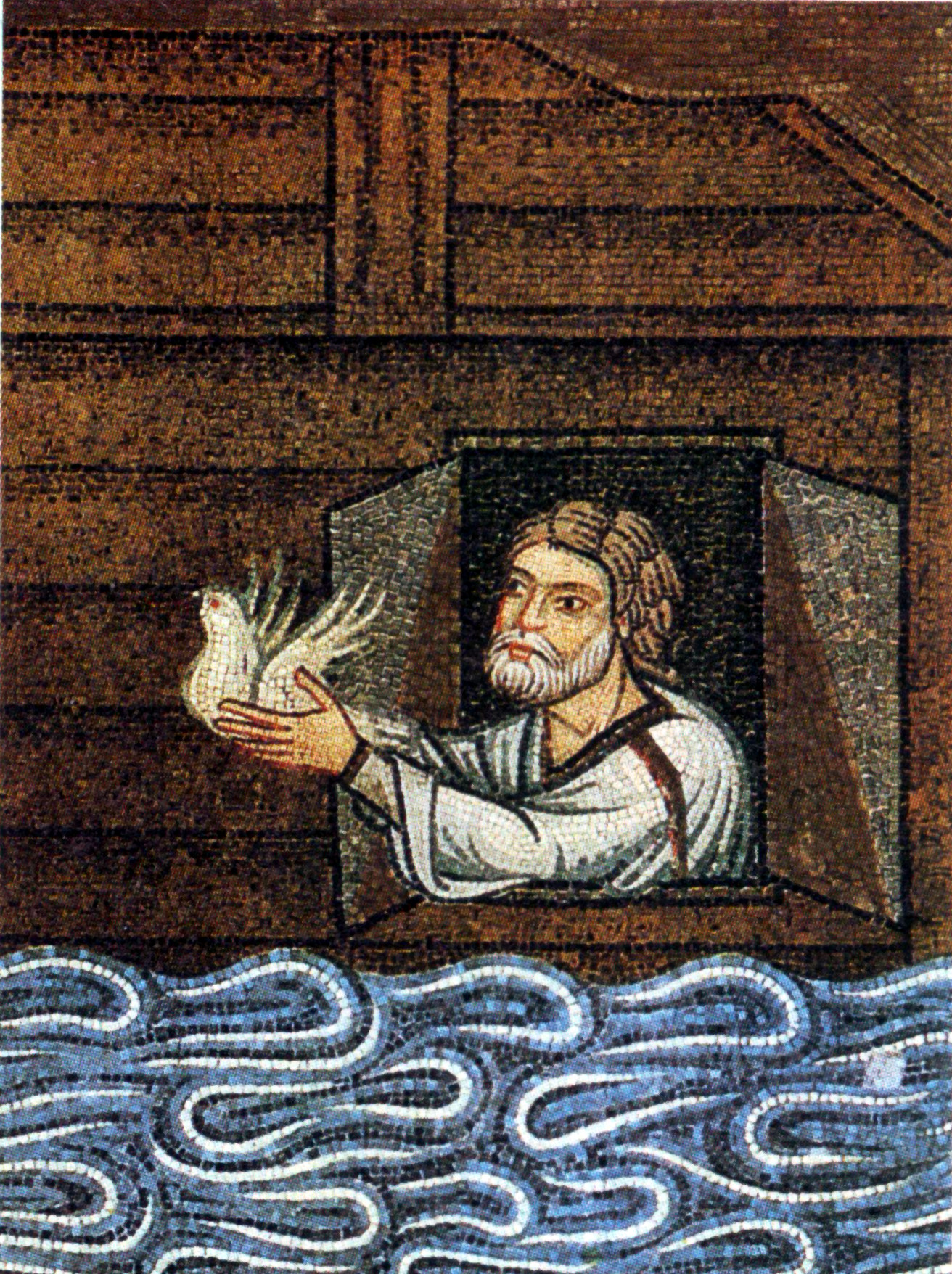
«Ной випускає голуба», мозаїка в Соборі Святого Марка, Венеція

Людина і сизий голуб протягом всієї історії були тісно пов'язані один з одним, і з цієї причини птах не міг залишитися осторонь у культурній спадщині багатьох народів світу. Згідно з Книгою Буття, священним писанням в юдаїзмі і християнстві, Ной зі свого ковчега тричі випускав голуба, сподіваючись на те, що той принесе звістку про закінчення всесвітнього потопу. Вперше голуб повернувся ні з чим, вдруге приніс у дзьобі оливкову гілку, а втретє не повернувся зовсім, що означало, що «вода зійшла з землі» (Буття 8:8—12). Через цю історію, голуб у багатьох народів став втіленням доброї новини та миру — символом, який часто використовується і у наш час. Наприклад, символом I Всесвітнього конгресу прихильників миру в 1949 році став білий голуб, намальований Пабло Пікассо.
У шумеро-аккадській міфології голуб символізував богиню родючості Іштар — про це свідчать археологічні терракотові фігурки богині, на піднятій руці якої часто зображався цей птах. У Вавилоні зображення голуба було на прапорах — у цій державі, а також в Ассирії він символізував царство. Вавилонські версії слів «голуб» і «народитися» мали схоже звучання, а сам птах асоціювався з народженням дитини. Він також був одним з атрибутів давньогрецього героя Геракла, разом з дубом, жолудем, змією і омелою. У грецькій міфології голуб і горобець були присвячені богині любові і родючості Афродиті. Під час плавання аргонавтів з Егейського до Чорного моря, корабель повинен був пройти між Сімплегадами — мандрівними міфічними скелями, розташованими біля входу в Чорне море, що знищували судна, які проходили між ними. Аргонавти пропустили вперед голубку і засікли час, за який можна було безперешкодно пройти вузьку протоку.
У християнстві білий голуб часто втілює собою святий дух. Такий образ бере свій початок в Євангелії від Луки, де описується, як під час молитви Христа «розкрилося небо, і Дух Святий злинув на Нього в тілесному вигляді, як голуб, і голос із неба почувся, що мовив: Ти Син Мій Улюблений, що Я вподобав Тебе!» (Лк. 3:22). Інша згадка святого духу в образі голуба можна знайти в Євангелії від Івана: «І свідчив Іван, промовляючи: Бачив я Духа, що сходив, як голуб, із неба, та зоставався на Ньому.» (Ів. 3:32). У 536 році Константинопольський Собор офіційно проголосив птаха символом Святого Духу. У багатьох народів, у тому числі і у слов'янських, душа померлого оберталася голубом — звідси часте зображення птаха на могильних пам'ятниках. У мусульман голуб — священний птах, що носив Мухаммеду воду в дзьобі для миття.
У 1984 році на екрани вийшов радянський комедійний фільм «Любов і голуби», поставлений режисером Володимиром Меньшовим за однойменною п'єсою Володимира Гуркіна. У фільмі головний герой, сибіряк Василь Кузякин, розводить домашніх голубів, що стали однією з центральних тем комедії.
У 1986 році культова рок-група Звуки Му записала одну зі своїх найвідоміших музичних композицій «Сірий голуб», в якій виконавець ставить себе на місце вуличного голуба — брудного і хворого, але, однак, здатного літати.

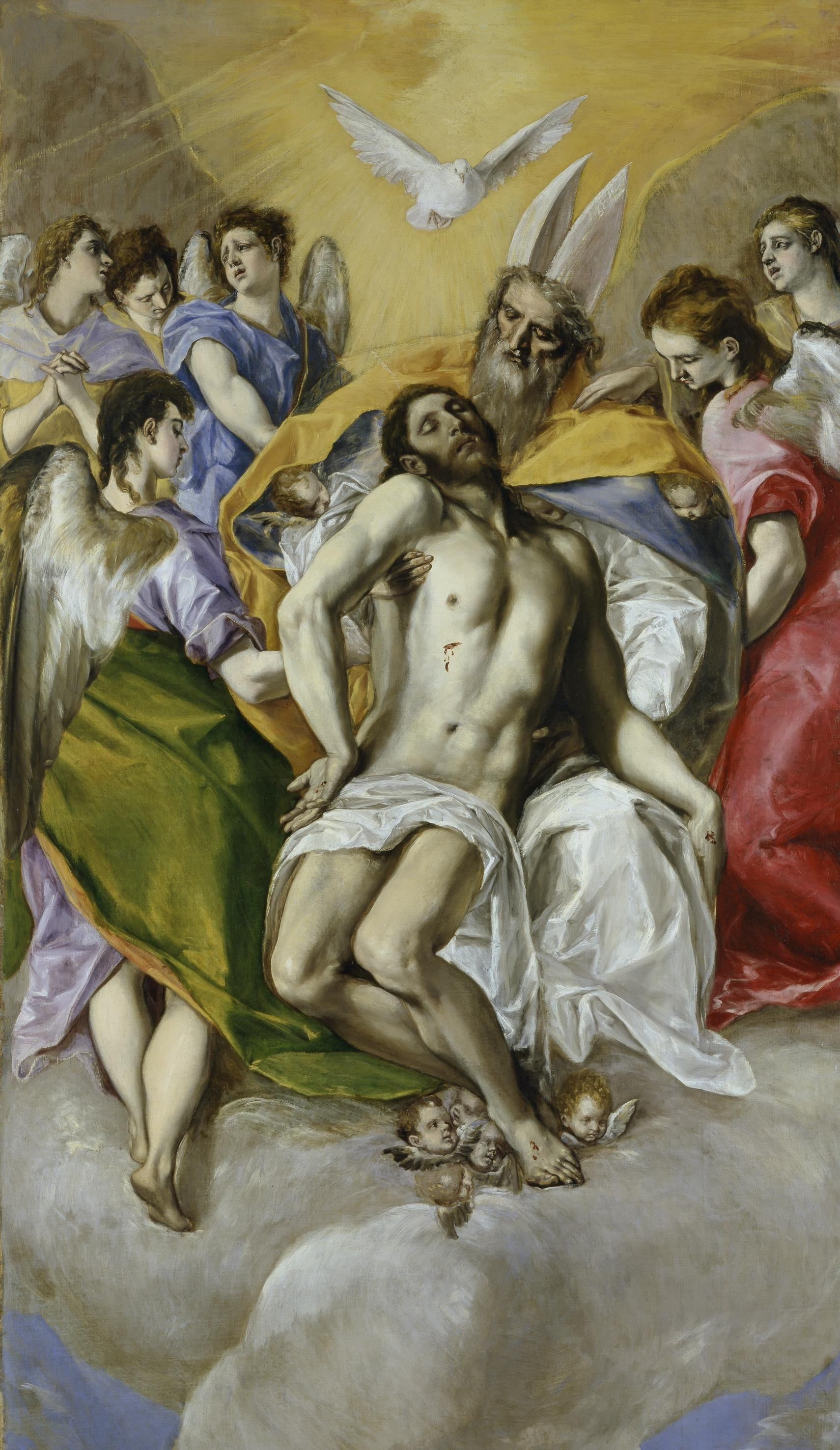
Трійця, Ель Греко, Музей Прадо, Мадрид
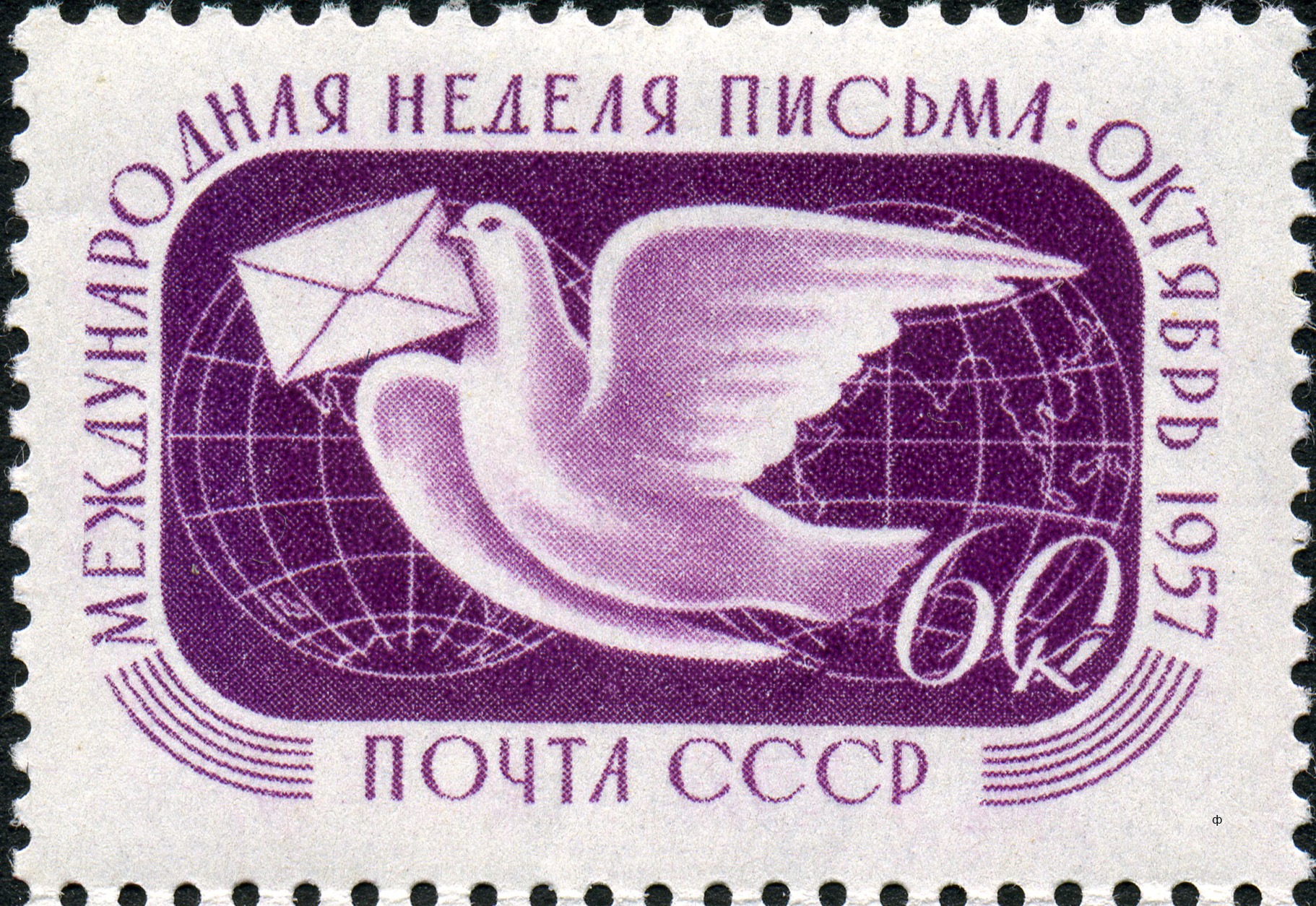
Поштова марка СРСР, 1957

### Дія на людину і її місце існування

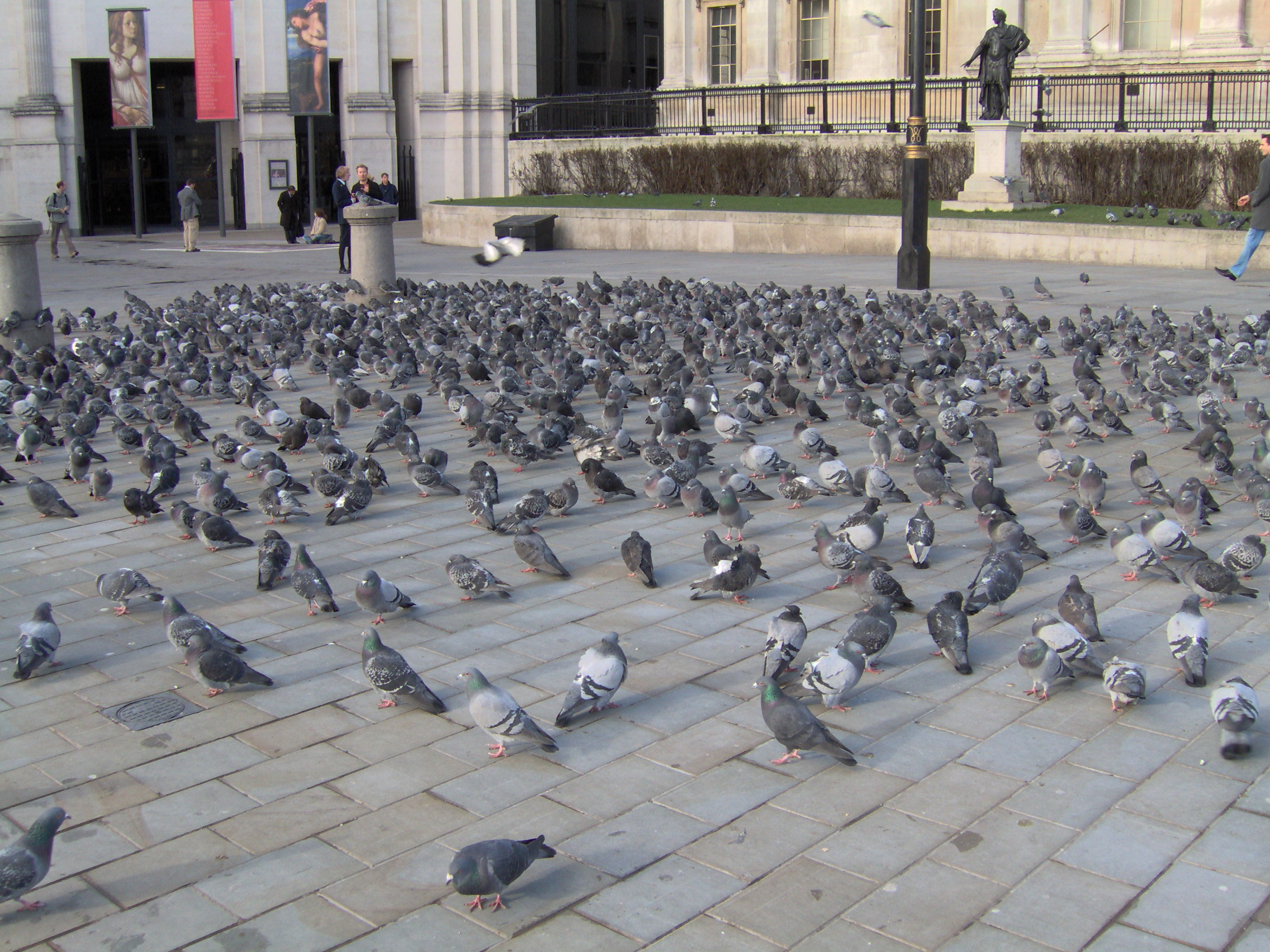
На Трафальгарській площі у Лондоні можуть одночасно знаходиться до 35 тис. сизих голубів

Близьке сусідство голубів і людини має як свої позитивні, так і негативні сторони. Певною мірою вони пожвавили міський пейзаж — наприклад, зграї голубів відвіку стали прикрасою і визначною пам'яткою Трафальгарської площі в Лондоні і площі Сан-Марко у Венеції. Додатково, голуби виконують роль сміттярів, поїдаючи кинуті залишки їжі і тим самим перешкоджаючи розповсюдженню хвороботворних організмів.
З іншого боку, великі скупчення птахів приносять масу клопоту комунальним службам, забруднюючи послідом будівлі, скульптури і зелені насадження. Крім того, фахівці прийшли до висновку, що сизі голуби поступово руйнують пам'ятники архітектури, викльовуючи занесене вітром насіння з мікроскопічних тріщин і тим самим збільшуючи їхні розміри. У результаті в деяких мегаполісах світу введені правила, направлені на обмеження популяції птахів, такі як заборона на годування під загрозою грошового штрафу. Крім того, птахам підкидають зерно з протизаплідними хімікатами і використовують хижих птахів — природних ворогів сизих голубів.
Деякі вважають голубів «брудними» птахами, що розповсюджують небезпечні захворювання. Дійсно, в птахах і їхньому посліді може бути виявлено до 60-и різних збудників хвороб, таких як гістоплазмоз, торулоз, орнітоз та інші. Проте спосіб передачі інфекції від птаха до людини важкоздійсненний, а випадки отримання захворювання таким чином або одиничні, або не зареєстровані зовсім. Згідно з офіційною заявою американської Асоціації голубиних ветеринарів (Association of Pigeon Veterinarians), зробленою у 1986 році, «розведення, утримання і дресування голубів представляє не більший ризик для здоров'я, чим утримання інших суспільних або домашніх тварин».

## Класифікація

### Зовнішня класифікація
Сизий голуб належить до роду голубів (Columba), родини голубових (Columbidae). Його найближчим родичем вважається кам'яний голуб (Columba rupestris), а після нього білогрудий (Columba leuconota), крапчастий (Columba guinea) і ефіопський (Columba albitorques) голуби. Згідно з викопними знахідками, утворення виду відбулося 40—50 млн років тому, в кінці еоцену — на початку олігоцену.
Вперше цей птах був науково описаний німецьким лікарем, ботаніком і хіміком Йоганном Ф. Ґмеліном у 1789 році в 13-му виданні його «Системи природи» (Systema Naturae). Наукова родова назва Columba походить від давньогрецього слова «κόλυμβος» (читається як «колумбос»), що буквально означає «нирець» (похідне від «κολυμβάω» — «упірнати, занурюватися, плавати»). Давньогрецький драматург Арістофан у комедії «Птахи» при позначенні голуба використовував слово «κολυμβίς» (колумбіс — «нирець»), оскільки його політ нагадував йому плавальні рухи в повітрі. Видова назва livia походить від латинського слова «livor» («синій»).

### Дикі підвиди
Довідник «Путівник по голубах світу» Девіда Гіббса наводить список з 12-и підвидів сизого голуба, деякі з яких могли успадкувати свої характеристики від міських і сільських птахів:
- Columba livia livia Gmelin, 1789 — номінативний підвид. Область розповсюдження — Західна і Південна Європа, Північна Африка, Азія до західних областей Казахстану, Північного Кавказу, Грузії, Кіпру, Османської імперії та Іраку.
- Columba livia atlantis Bannerman, 1931. Область розповсюдження — Мадейра, Азорські острови і Острови Зеленого мису. З великою ймовірністю нащадок здичавілих голубів. Морфологічні особливості варіюють, виділяючись мінливим забарвленням верхньої частини тіла з помітними чорними смугами на надкриллях.
- Columba livia canariensis Bannerman, 1914. Область розповсюдження — Канарські острови. У порівнянні з номінативним підвидом — дрібніший і в середньому темніший.
- Columba livia gymnocyclus Gray, 1856. Область розповсюдження — Західна Африка від Сенегалу і Гвінеї до Гани і Нігерії. Менший і набагато темніший за C. l. livia. Голова майже чорна, поперек і підхвістя білі.
- Columba livia targia Geyr von Schweppenburg, 1916. Область розповсюдження — височини Сахари на схід до Судану. Схожий на номінативний підвид, але дещо менший за нього і має монотонне забарвлення спини.
- Columba livia dakhlae Meinertzhagen, 1928. Ареал обмежений двома оазами в центральному Єгипті. Менший за номінативний підвид і набагато світліший.
- Columba livia schimperi Bonaparte, 1854. Область розповсюдження — долина Нілу в Судані. За забарвленням близький до підвиду C. l. targia, але має помітно світлішу мантію.
- Columba livia palaestinae Zedlitz, 1912. Область розповсюдження — Близький Схід від Сирії до Синайського і Аравійського півостровів. Злегка більший за підвид C. l. schimperi і в цілому темніший.
- Columba livia gaddi (Zarodney & Looudoni, 1906). Область розповсюдження — Центральна Азія від Азербайджану і Ірану до Узбекистану. У порівнянні з підвидом C. l. palaestinae, більший і світліший. На заході зустрічаються проміжні форми з C. l. palaestinae, на сході з підвидом C. l. neglecta.
- Columba livia neglecta Hume, 1873 або туркестанський сизий голуб. Область розповсюдження — гірські райони Центральної Азії. За розмірами схожий з номінативним підвидом, проте темніший і має яскравіший металічний блиск на шиї. На півдні схрещується з підвидом C. l. intermedia.
- Columba livia intermedia Strickland, 1844. Область розповсюдження — Індія на південь від Гімалайських гір, Шрі-Ланка. Схожий на попередній підвид, але дещо темніший і має менш контрастне забарвлення спини.
- Columba livia nigricans Buturlin, 1908. Область розповсюдження — Монголія і Північний Китай. Швидше за все, нащадок домашніх голубів.

### Породи домашніх голубів

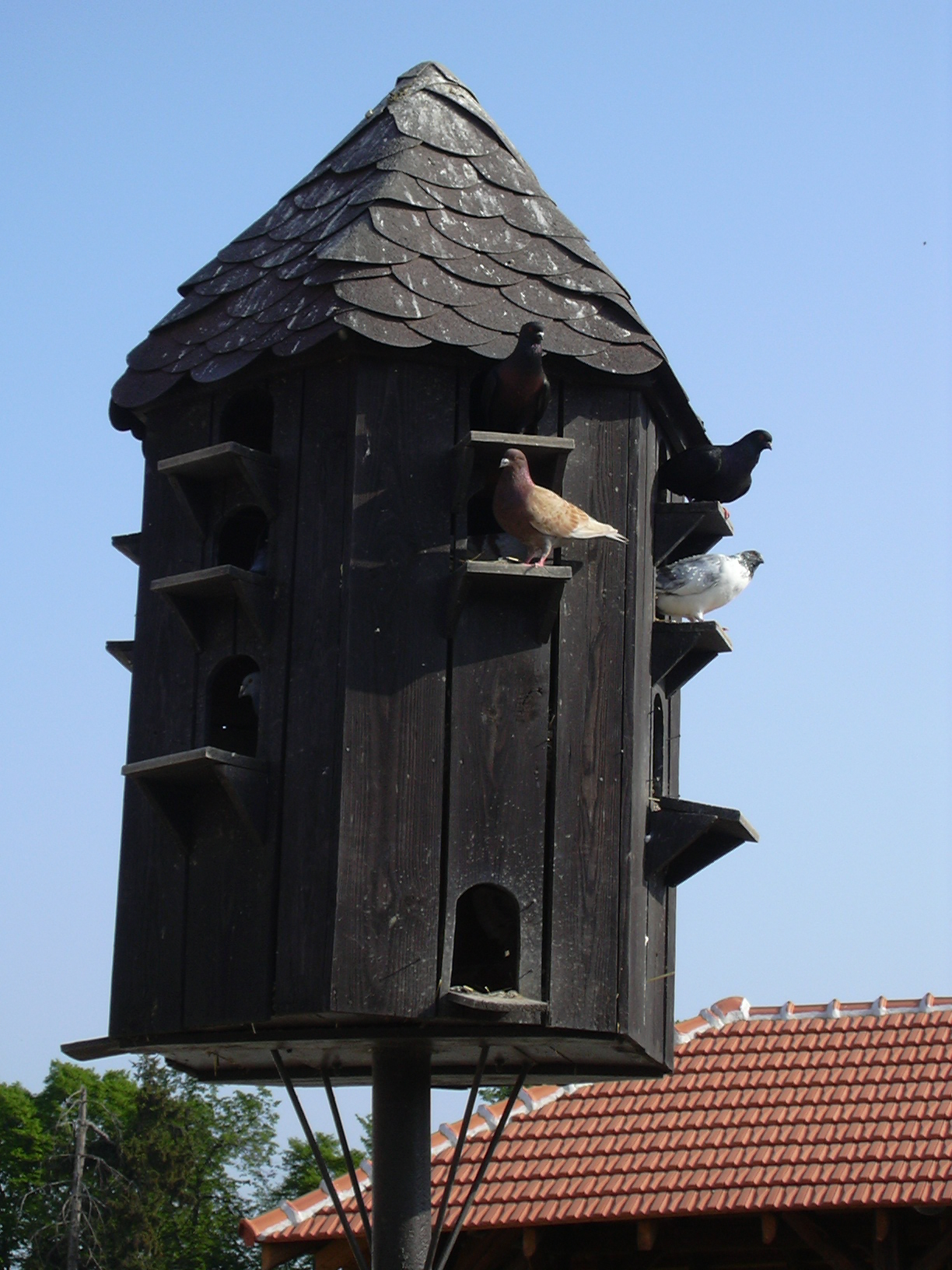
Голубник у Чехії

За довгу історію розведення людині вдалося вивести велику кількість різновидів голубів, що значно відрізняються один від одного статурою, розмірами, мастю і льотними здібностями, але проте мають єдиного предка — дикого сизого голуба. У наш час[коли?] відомо понад 800 порід, які за практичним застосуванням розділяють на три основні групи: спортивні, м'ясні і декоративні.
- Спортивні голуби (раніше поштові) — породи, основними характеристиками яких є здатність за короткий проміжок часу долати значні відстані і неодмінно повертатися в рідний голубник. Свою сучасну назву отримали завдяки змаганням, що проводилися за участю цих птахів. Сучасний розвиток спортивні голуби отримали в Бельгії, де в 1818 році були проведені перші змагання і була виведені «Voyageurs» («Мандрівники») — порода голубів, що поклала початок високошвидкісним породам нашого часу[66][67]. На шляху додому голуби здатні долати тисячі кілометрів, у змаганнях окремі особини досягають швидкості до 145 км/год[66].
- М'ясні голуби — породи, що розводяться для подальшого вживання в їжу. Як правило, характеризуються значною (до 900 г[21]) вагою і високою швидкістю розмноження. Приклади — породи карно, кінг і деякі різновиди монденів.
- Декоративні, або літні голуби — найбільш численна і різноманітна група домашніх сизих голубів. Ці птахи часто беруть участь у міжнародних виставках. Серед них можна виділити такі групи:
  - Азійські голуби — пава з віялоподібним хвостом, кучерявий голуб із завитим пір'ям, крижаний голуб з блакитним (крижаним) оперенням, якобін з оперенням голови у вигляді перуки, лахорський голуб з чорно-білим оперенням і кудлатими ногами, і строкаті сурмачі-барабанщики з незвичайним голосом.
  - Кольорові породи, в більшості виведені в Німеччині — архангельський голуб, данський сьюбіан, саксонський польовий голуб, шпаковий голуб, саксонська чарівна ластівка і тюрінгській польовий голуб.
  - Бородавчасті породи з манишкою на шиї і коротким дзьобом — аахенська чайка, африканська сова, китайська, італійська і старонімецька чайки, східні кучеряві голуби і турбіт.
  - Поштові породи (деякі використовуються як спортивні) — американський виставковий голуб гону, драгун, англійський кар'єр і німецький чудовий гомер.
  - Курячі породи, що контурами тіла нагадують домашню курку — моденській курячий голуб.
  - Дутиші, що роздувають воло у вигляді кулі, — дутиш, англійський, брненскі, норвичські, вурбурзький, карликовий дутиші, дутиш Гадітано і дутиш Холу.
  - Виставкові турмани — будапештський короткодзьобий, англійський довгодзьобий голоногий і англійський короткодзьобий турмани, голуб-шолом, сорочий голуб і голуб-монашка.

Розведення і утримання голубів відоме як голубівництво та проводиться в спеціалізованих розплідниках, так званих голубниках. Для спаровування і отримання потомства голубники обладнані паровочними або гніздовими ящиками.
Розрізняють чистопорідне розведення і схрещування — у першому випадку злучаються птахи однієї і тієї ж породи з метою збереження цінних якостей, у другому — проводиться селекція між різними породами для отримання нових або покращуваних якостей.

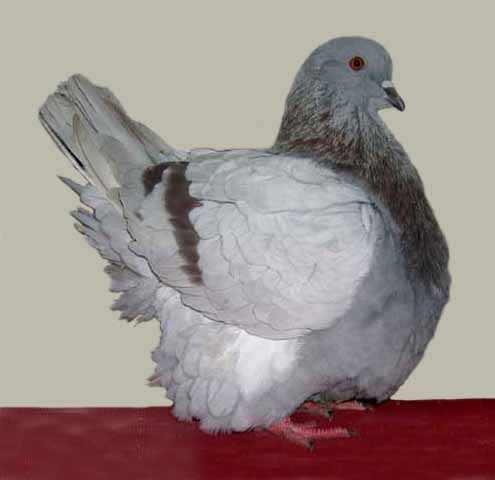
Французький монден
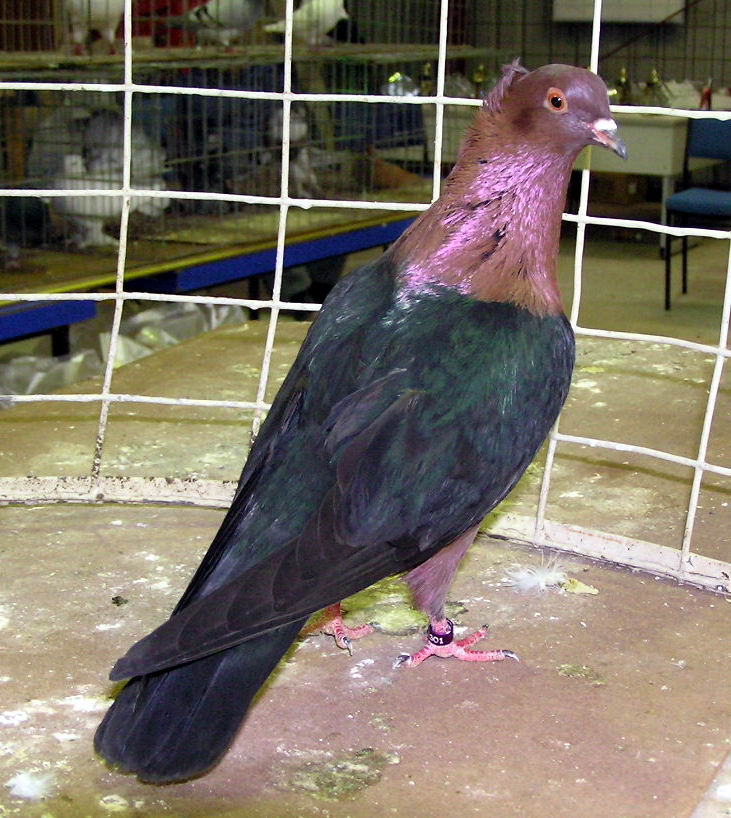
Архангельський голуб
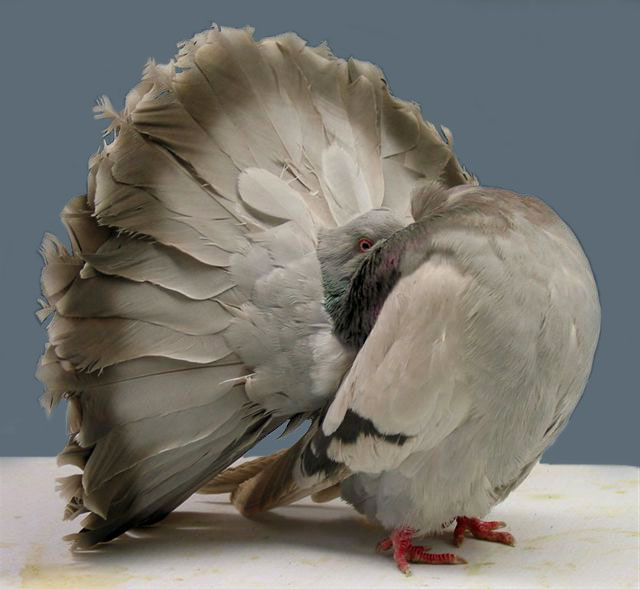
Павовий голуб
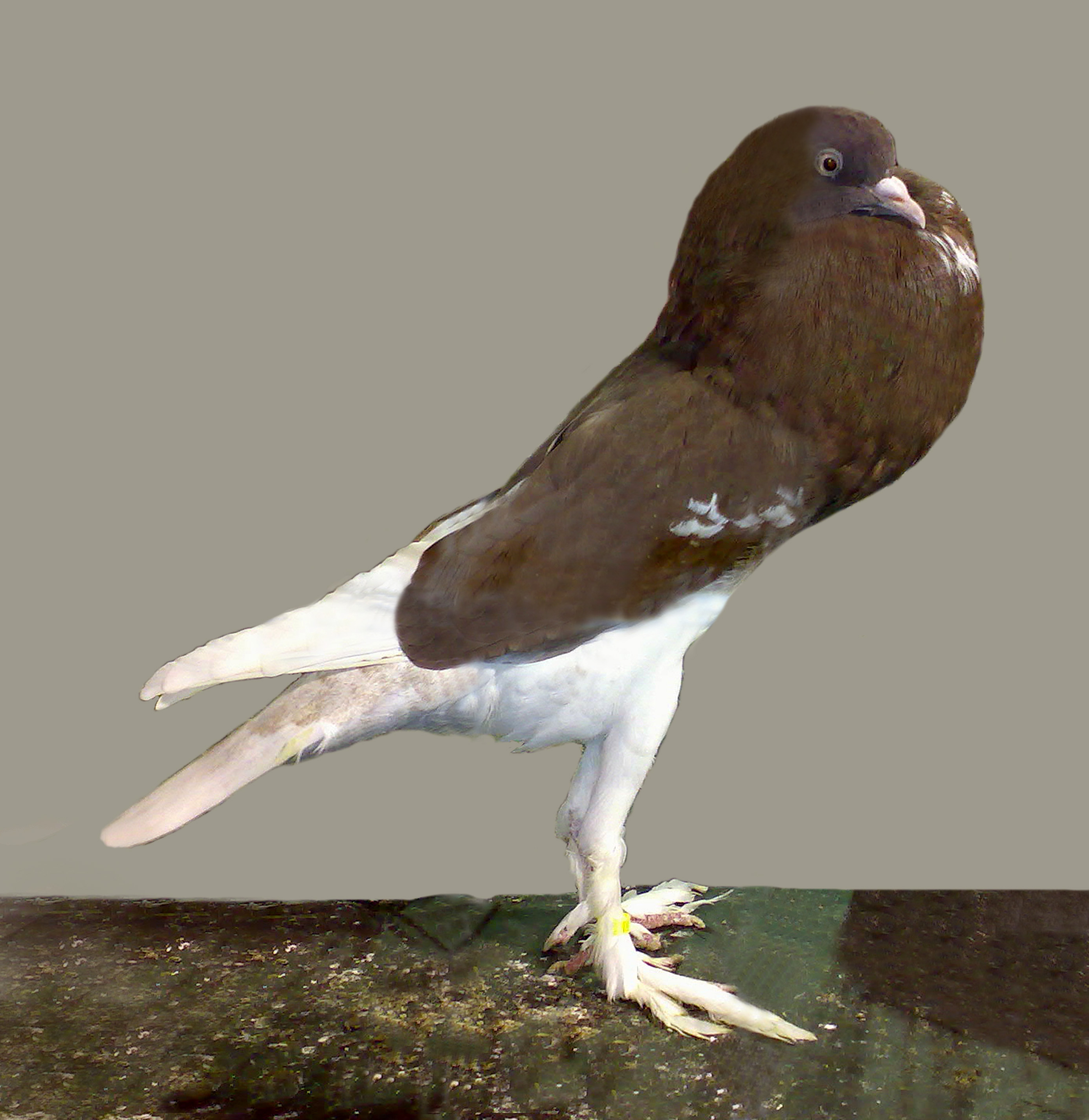
Англійський дутиш